# Québec (település)
Québec (franciául a Ville de Québec, angolul a Québec City alakot is használják az azonos nevű tartománytól megkülönböztetendő; kiejtése /kwɨˈbɛk/ vagy /keˈbɛk/ kiejtéseⓘ) Észak-Amerika egyik legidősebb városa, Québec tartomány fővárosa, a Szent Lőrinc-folyó partján fekszik. Montréal után ez a tartomány második legnépesebb városa, lakossága 491 142 fő.
A város neve az algonkin Kébec szóból ered, mely egy olyan helyre utal, „ahol a folyó összeszűkül”, mivel a település a Szent Lőrinc-folyó tengerszorosának egyik partján fekszik, Lévis városával átellenben.
Samuel de Champlain alapította 1608-ban, és így Észak-Amerika legrégibb városai közé tartozik. Az óvárost (Vieux-Québec) körülvevő városfalak az egyetlen megmaradt erődített városfalak az amerikai kontinensen Mexikótól északra. Québec történelmi óvárosát 1985-ben az UNESCO a világörökség részének nyilvánította.
Québec hírnevét elsősorban az 1894 óta minden évben megrendezett téli karneváljának köszönheti. A több mint egymillió látogatóval büszkélkedő rendezvény a világ harmadik legnagyobb karneválja.
Az erődítményváros 3 szinten helyezkedik el: a Felsőváros, az Erődítmény és az Alsóváros. A Felsővárosban kolostor-múzeumok, a Parlament, templomok és a Citadella található, ahonnan gyönyörű rálátás nyílik a folyóra és a városra. A város fő látnivalóinak nagy része, keletre a városfaltól, az óvárosban található. A kőépületek és kanyargós utcák európai hangulatot adnak a városnak.
A városkapu felől középkori utcák vezetnek 19. század második felében épült Château Frontenac luxusszállodához. A város egyik legmagasabb építményének számító hotel hatalmas, zöld tetejű tornyaival uralja a városképet. A francia kastélyokat utánzó monumentális épület a transz-kanadai vasútvonal minden jelentősebb állomásához tervezett hotellánc Québec-i egységeként épült a Szent Lőrinc-folyót övező dombok egyikén.
A modern belvárosba két híd, a St. Jean és a St. Louis vezet a városfalon keresztül. Nyugatra haladva található a Parliament Hill körzet. A turisztikai látványosságok közé tartozik még a Notre-Dame székesegyház, az Akvárium Park, az impozáns városháza és a várostól pár kilométerre lévő Montmorency vízesés is.

## Történelem
Québec volt a legelső jelentős, időközben nagyvárossá fejlődött település a mai Kanada területén. Francia telepesek alapították 1608-ban a Szent Lőrinc-folyó partján. Kezdetben különféle indián törzsek laktak a város mai területén. Noha 1690-ben a kormányzó Louis de Frontenac sikeresen visszaverte a britek támadását, 1763-ban a hétéves háború során előbb Québec, majd a párizsi békeszerződés alapján egész Kanada Nagy-Britannia fennhatósága alá került.
Az 1775-ös amerikai függetlenségi háború során az amerikaiak Benedict Arnold vezetésével megpróbálták meghódítani a várost, de nem jártak sikerrel.
1917-ben épült meg az egyedülálló építészi alkotásként számon tartott 987 méter hosszú Pont de Québec híd, melynek építése közben 80 munkás vesztette életét.
A második világháború alatt két kulcsfontosságú konferenciát tartottak itt a szövetségesek 1943-ban és 1944-ben. Az 1943-as konferencián Franklin Delano Roosevelt (az Amerikai Egyesült Államok elnöke), Winston Churchill (az Egyesült Királyság miniszterelnöke), William Lyon Mackenzie King (Kanada miniszterelnöke) és Song Ziwen  (Kína külügyminisztere) vett részt. A másodikon, 1944-ben Churchill és Roosevelt volt jelen, és a Citadelle-ben illetve a közeli Château Frontenac hotelben tartották. A normandiai partraszállás terveinek nagy részét ezen a találkozón hozták meg.

### Főváros
A város négyszáz éves fennállása alatt végig fővárosként szolgált. 1608-tól 1627-ig, majd 1632-től 1763-ig a francia Kanada gyarmat és egész Új-Franciaország fővárosa volt, 1763 és 1791 között Québec Tartományé, 1791 és 1841 között Alsó Kanada fővárosa volt, majd 1852-től 1856-ig és 1859-től 1866-ig Kanada Tartományé, végül 1867-től máig Québec tartomány fővárosa.

## Földrajz
Québec a Szent Lőrinc-folyó völgyében, a folyó északi (bal) partján fekszik. A közelben található a Szent Lőrinc- és a Saint-Charles-folyó összefolyása is. A környék igen alacsonyan fekszik és lapos. A folyó árterülete gazdag, művelhető talajjal rendelkezik, melynek köszönhetően a város környéke tartomány legtermékenyebb régiójának számít. A várostól északra található a Laurentian-hegység, a felsőváros pedig a Cap-Diamant (Gyémánt-fok) nevű magaslaton fekszik. A város ezen részét egy magas sziklafal övezi, a hegyfok közelében található a Plains of Abraham (Ábrahám-mező) is. Az alsóváros a Gyémánt-fok lábánál, a folyóparttal egy szintjén fekszik.

### Éghajlat
Québec több különböző éghajlati övezet találkozásánál fekszik. A város éghajlata nedves kontinentálisként vagy hemiboreálisként határozható meg.
A városban négy elkülönülő évszak van. A meleg vagy esetenként forró nyár idején magas a páratartalom, a legmagasabb hőmérséklet 22 – 25 °C körül, a legalacsonyabb pedig 11 – 13 °C körül ingadozik. A nagyon hideg, szeles és havas telek legmagasabb átlaghőmérséklete -5 és -8 °C, a legalacsonyabb pedig -13 és -18 °C között mozog. Bár a tavasz és az ősz rövid ideig tart, egyaránt hoz hideg és meleg hőmérsékletet. Gyakoriak a meleg őszi időszakok, melyeket „indián nyárnak” neveznek.
Az évi csapadékmennyiség 1230 mm körül mozog. A napsütéses órák száma évente 1905 óra.
| Hónap                         | Jan.  | Feb.  | Már.  | Ápr.  | Máj. | Jún. | Júl. | Aug. | Szep. | Okt.  | Nov.  | Dec.  | Év    |
| ----------------------------- | ----- | ----- | ----- | ----- | ---- | ---- | ---- | ---- | ----- | ----- | ----- | ----- | ----- |
| Rekord max. hőmérséklet (°C)  | 10,0  | 11,7  | 17,8  | 29,9  | 33,0 | 33,9 | 35,6 | 34,4 | 33,9  | 28,3  | 20,0  | 13,9  | 35,6  |
| Átlagos max. hőmérséklet (°C) | −7,9  | −6,1  | 0,1   | 7,8   | 17,1 | 22,2 | 25,0 | 23,4 | 17,7  | 10,7  | 2,9   | −4,8  | 9,1   |
| Átlaghőmérséklet (°C)         | −12,8 | −11,1 | −4,6  | 3,3   | 11,2 | 16,5 | 19,2 | 17,9 | 12,5  | 6,2   | −0,7  | −9,1  | 4,1   |
| Átlagos min. hőmérséklet (°C) | −17,6 | −16,0 | −9,4  | −1,3  | 5,3  | 10,6 | 13,4 | 12,4 | 7,2   | 1,7   | −4,3  | −13,4 | −0,9  |
| Rekord min. hőmérséklet (°C)  | −35,4 | −36,1 | −30,0 | −18,9 | −7,8 | −0,6 | 3,9  | 2,2  | −4,8  | −10,0 | −24,0 | −32,3 | −36,1 |
| Átl. csapadékmennyiség (mm)   | 90    | 71    | 90    | 81    | 106  | 114  | 128  | 117  | 126   | 102   | 102   | 104   | 1230  |
| Havi napsütéses órák száma    | 100   | 124   | 149   | 169   | 216  | 232  | 252  | 225  | 156   | 120   | 82    | 81    | 1905  |
| Forrás: Environment Canada    |       |       |       |       |      |      |      |      |       |       |       |       |       |

### Kerületek és körzetek

Québec City hat kerülete (borough)

2002. január 1-jén Sainte-Foy, Beauport, Charlesbourg, Sillery, Loretteville, Val-Bélair, Cap-Rouge, Saint-Émile, Vanier, L'Ancienne-Lorette, Saint-Augustin-de-Desmaures és Lac-Saint-Charles városok összeolvadtak Québec City-vel. Ez az esemény egyike volt a tartománybeli egyesüléseknek, melyek abban az időpontban Québecben létrejöttek. 2006. január 1-jétől L'Ancienne-Lorette és Saint-Augustin-de-Desmaures kiváltak, a többi város azonban Québec City része maradt. 2009. november 1-jén a város újjászervezte kerületeit, nyolcról hatra csökkentve azokat.
2011-ben Québec City 35 körzetből (district) és 6 kerületből (borough) állt. Minden körzet számozott, de többségük nevet is visel. Az esetek többségében a körzet neve megegyezik a településrész történelmi megnevezésével. A körzetek polgárai maguk választják tanácsaikat, melyek a városvezetéssel is konzultálnak.

#### Korábbi önkormányzatok (10)
- Quebec
- Beauport
- Cap-Rouge
- Charlesbourg
- Lac-Saint-Charles
- Loretteville
- Sainte-Foy
- Saint-Émile
- Sillery
- Val-Bélair
- Vanier

#### Kivált önkormányzatok (2)
- L'Ancienne-Lorette
- Saint-Augustin-de-Desmaures

| Kerület (borough)                | Körzet (district) |
| 1/6 La Cité-Limoilou             | La Cité: 1-1 Vieux-Québec – Cap-Blanc – colline Parlementaire · 1-2 Saint-Roch · 1-3 Saint-Jean-Baptiste · 1-4 Montcalm · 1-5 Saint-Sauveur · 1-6 Saint-Sacrement · Limoilou: 6-1 Vieux-Limoilou · 6-2 Lairet · 6-3 Maizerets |
| 2 Les Rivières                   | 2-1 Neufchâtel-Est–Lebourgneuf · 2-2 Duberger-Les Saules · 2-3 Vanier |
| 3/8 Sainte-Foy–Sillery–Cap-Rouge | 3-2 Cité universitaire · 3-3 Saint-Louis · 3-4 Plateau · 3-5 Pointe-de-Ste-Foy 8-2 · L'Aéroport · 8-3 Cap-Rouge |
| 4 Charlesbourg                   | 4-1 Notre-Dame-des-Laurentides · 4-2 Quartier 4-2 · 4-3 Quartier 4-3 · 4-4 Jésuites, Quebec City · 4-5 Quartier 4-5 · 4-6 Quartier 4-6                                                                                        |
| 5 Beauport                       | 5-1 Quartier 5-1 · 5-2 Quartier 5-2 · 5-3 Chutes-Montmorency · 5-4 Quartier 5-4 · 5-5 Vieux-Moulin |
| 7/8 La Haute-Saint-Charles       | 7-1 Lac-Saint-Charles · 7-2 Saint-Émile · 7-3 Loretteville · 7-4 Des Châtels · 8-1 Val-Bélair |

## Népesség
A 2011-es népszámlálás adatai alapján a városnak 516 622 lakosa volt. A város metropolis-övezetében pedig 765 706 személy lakott. A népesség 48,2%-a férfi, 51,8%-a pedig nő volt. Az 5 év alatti kiskorúak a helyi lakosság 4,7%-át tették ki, míg a tartományban 5,2%, Kanada egészében pedig 5,6% volt a hasonló korúak aránya.
Míg Montréalt inkább kétnyelvűnek tartják, ahol a lakosság többsége egyaránt beszéli a francia és az angol nyelvet, addig Québec és a környező települések többségében frankofónnak számítanak. A város lakóinak elsöprő többsége francia anyanyelvű. Az angolul beszélők aránya az 1860-as években csúcsosodott ki (40%). Jelenleg az anglofónok a város és a metropolis-övezet alig 1,5%-át teszik ki. Azonban az évente megrendezett karnevál egyaránt vonzza a francia és angol ajkú látogatókat, ami az angolul beszélők számának növekedését eredményezi a rendezvény ideje alatt
A Kanadai Statisztikai Hivatal adatai szerint a város lakosságának 94,55%-a francia anyanyelvű. Míg majdnem mindenki anyanyelvi szinten beszéli a francia nyelvet, addig a polgárok több mint harmada beszél angolul és franciául is.

### Nyelvek
2001-ben a lakosság 13%-a 65 év feletti volt, ami hasonló volt a kanadai arányhoz (13,2%). A város lakóinak átlagéletkora 39,5 év, ami kanadai viszonylatban 37,6 év.
2006 és 2011 között a város népessége 6,5%-kal nőtt, míg Québec tartomány lakossága 4,9%-os növekedést mutatott. A város népsűrűségi átlaga 228,6 fő/km² szemben a tartomány 5,3-as átlagával.
A 2001-ben Québec város lakossága 682 757 fő volt (az elővárosokat is magába foglaló Greater Quebec City Area: 710 700 fő), míg a tartományban 7 237 479-en éltek.
A 2001-es népszámlálás adatai alapján a lakosság soraiban 90% fölött volt a római katolikusok aránya. A városban kisebb protestáns, muszlim és zsidó közösség is él.
| Anyanyelv                    | Létszám | Százalék |
| ---------------------------- | ------- | -------- |
| Francia                      | 456 225 | 94,55%   |
| Angol                        | 7030    | 1,46%    |
| Angol és Francia             | 1460    | 0,31%    |
| Egyéb                        | 17 825  | 3,69%    |
| Csak franciául beszélők      | 315 135 | 65,31%   |
| Csak angolul beszélők        | 835     | 0,17%    |
| Kétnyelvű (angol és francia) | 165 340 | 34,26%   |

## Gazdaság

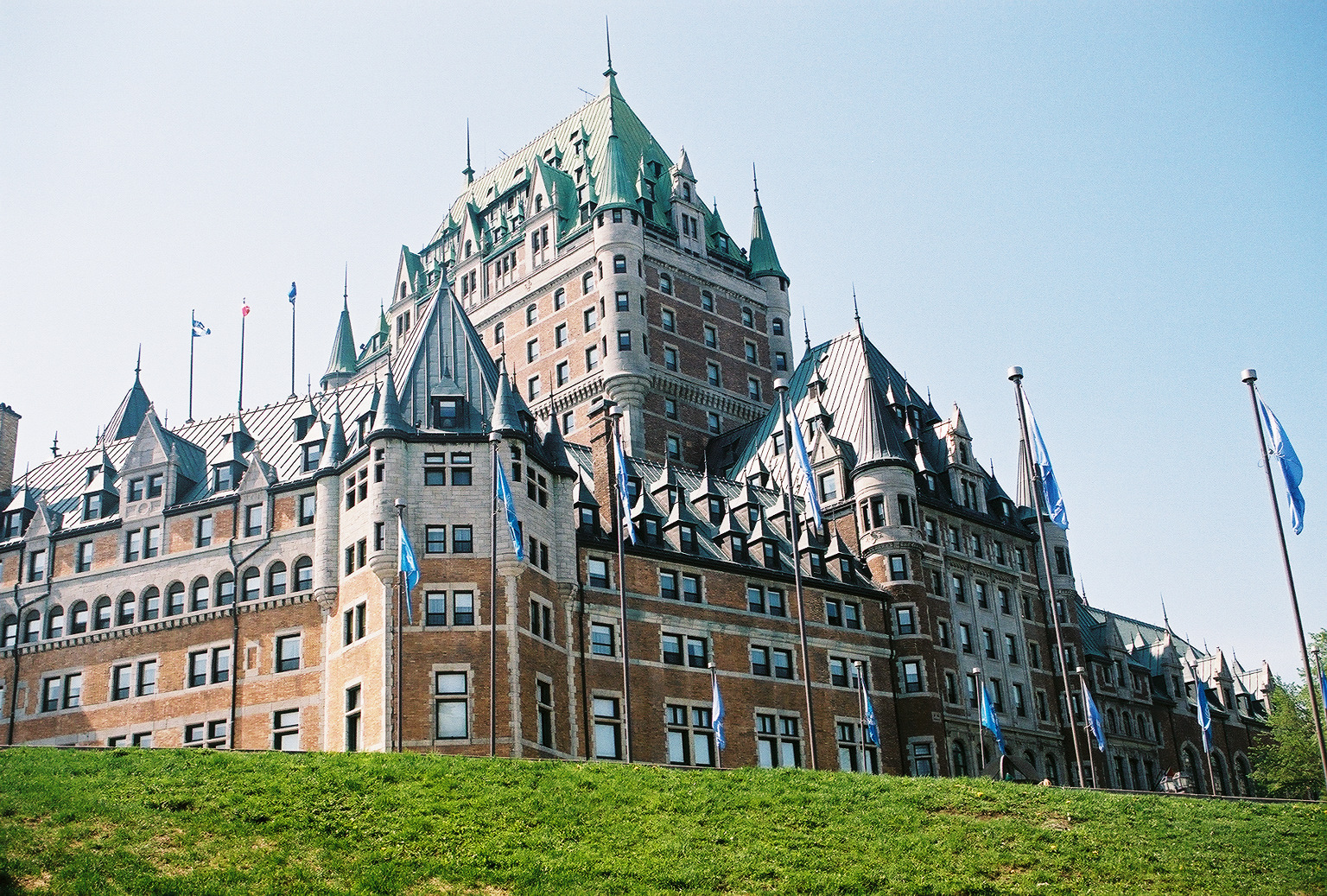
Château Frontenac

A városi munkahelyek többsége a közigazgatásban, a szolgáltatóiparban, a kereskedelemben, a szállítóiparban és a turizmusban található. Tartományi fővárosként számos regionális intézmény és szolgáltatás található a városban. Ennek eredményeképp a tartományi kormány az egyik legnagyobb munkaadó, mely 2007-ben 27 900 személyt foglalkoztatott. A legnagyobb intézményi munkaadó a helyi egészségügyi hálózatot működtető Centre hospitalier universitaire de Québec (CHUQ), melynek 2007-ben 10 000 alkalmazottja volt. 2008-ban a munkanélküliek aránya 4,5% volt, mely jóval a tartományi (7,3%) és országos (6,6%) arány alatt volt.
A munkahelyek 10%-a gyári munka. Az előállított termékek közül a legfontosabbak a pép és papír, feldolgozott élelmiszer, fa- és fémelemek, nyomdaipari termékek, elektronikai cikkek, villamos berendezések és vegyi anyagok. A város számos híres vállalat székhelyének is otthont ad.

### Québec-i székhelyű vállalatok
| - BPR (mérnöki vállalat) - Roche (mérnöki vállalat) - Cominar (befektetések) - Industrial Alliance (Kanada vezető biztosítási vállalata) - La Capitale (biztosítás) - Promutuel (biztosítás) - SSQ (biztosítás) - Union Canadienne (biztosítás) - Desjardins Group (hitelszövetkezet; a régió legnagyobb munkaadója az adott tevékenységi területen) - Institut National d'Optique (INO) (űrkutatás, környezetgazdálkodás, védelmi ipar, optika és fotonika) | - Beenox (videójáték-fejlesztés) - Frima Studio (videójáték-fejlesztés) - Sarbakan (videójáték-fejlesztés) - Ubisoft (videójáték-fejlesztés) - AeternaZentaris (gyógyszeripar) - DiagnoCure (gyógyszeripar) - Amalgame (marketing és reklám) - Cossette (marketing és reklám) - Vision 7 (marketing és reklám) - EXFO (távközlés) - Technopôle Defense & Security (védelmi ipar) |

## Építészet
A város legjelentősebb építészeti alkotásainak többsége az erődítmény falaitól keletre az Óvárosban (Vieux-Québec) és a Place Royale környékén találhatóak. Az európai hangulatú városrész kanyargó utcácskáiban kőépületeket, kis éttermeket és boltokat találhat a látogató. Az alsóváros modern részéből a Porte St-Louis és a Porte St-Jean kapukon keresztül lehet eljutni a régi városrészekbe. A Kent kapu Viktória királynő ajándéka volt, alapkövét pedig leánya, Lujza brit királyi hercegnő tette le 1879. június 11-én. A városfalaktól nyugatra található a Parlament-domb körzet (Parliament Hill,colline Parlementaire) és az Ábrahám-mező (Plains of Abraham) is.
A felsővárost az alsóvárossal az Escalier „casse-cou” (Nyaktörő lépcső) és a Funiculaire du Vieux-Québec (Óvárosi Siklóvasút) köti össze. Az alsóvárosban található az 1723-ban felszentelt Notre Dame des Victoires templom, a Petit Champlain történelmi kerület, a kikötő egy része, és a Civilizáció Múzeum is. A városrészben már a város alapítása óta jellegzetes építészet és utcakép alakult ki, melyhez a szobrok és falfestmények is hozzátartoznak. A környék kis butikjairól és az itt árusított kézműves tárgyairól is híres.

Notre Dame des Victoires-templom, Basse-Ville (Alsóváros)

Québec belvárosa a település alsóbb részén fekszik. Epicentruma határos az Óvárossal, mely Saint-Roch körzettől, a Saint Sauveur és a Saint-Sacrement körzetekre, illetve a Limoilou kerületekre terjed ki. A város látképét a Château Frontenac Hotel dominálja, mely a Gyémánt-fok magaslatain épült. A Bruce Price tervezte épület a Canadian Pacific Railway vasúttársaság megrendelésére készült, mely a 19.–20. század fordulóján építette ki a Canadian Pacific Hotels szállodaláncát. Célja a luxusturizmus elősegítése, és a gazdag utasok megnyerése volt. A hotel mellett halad a Terrasse Dufferin, egy szikla menti sétány, melyen gyönyörű kilátás nyílik a Szent Lőrinc-folyóra.
A Terrasse Dufferin-en keresztül lehet eljutni az Ábrahám-mezőre. Az itt lezajlott ábrahám-síksági csatában 1759. szeptember 13-án a franciák felett aratott győzelmével a britek megszerezték Québecet. A csatában mindkét vezénylő tábornok, James Wolfe brit vezérőrnagy és Louis-Joseph de Montcalm márki, a védők parancsnoka is elesett. A harcmező közelében található a Kanadai Erők és egyes kormányhivatalok által használt Citadelle. A tartományi parlament épülete is a Citadellához közel található.
A Château Frontenac közelében található a Notre-Dame székesegyház, a Québeci Római Katolikus Érsekség központi temploma. Ez volt az Újvilág első székesegyháznak épített temploma, és a Kanada prímási temploma is egyben.
A városban és a hozzá tartozó településeken 37 nemzeti történelmi emlékhely található.

## Kultúra

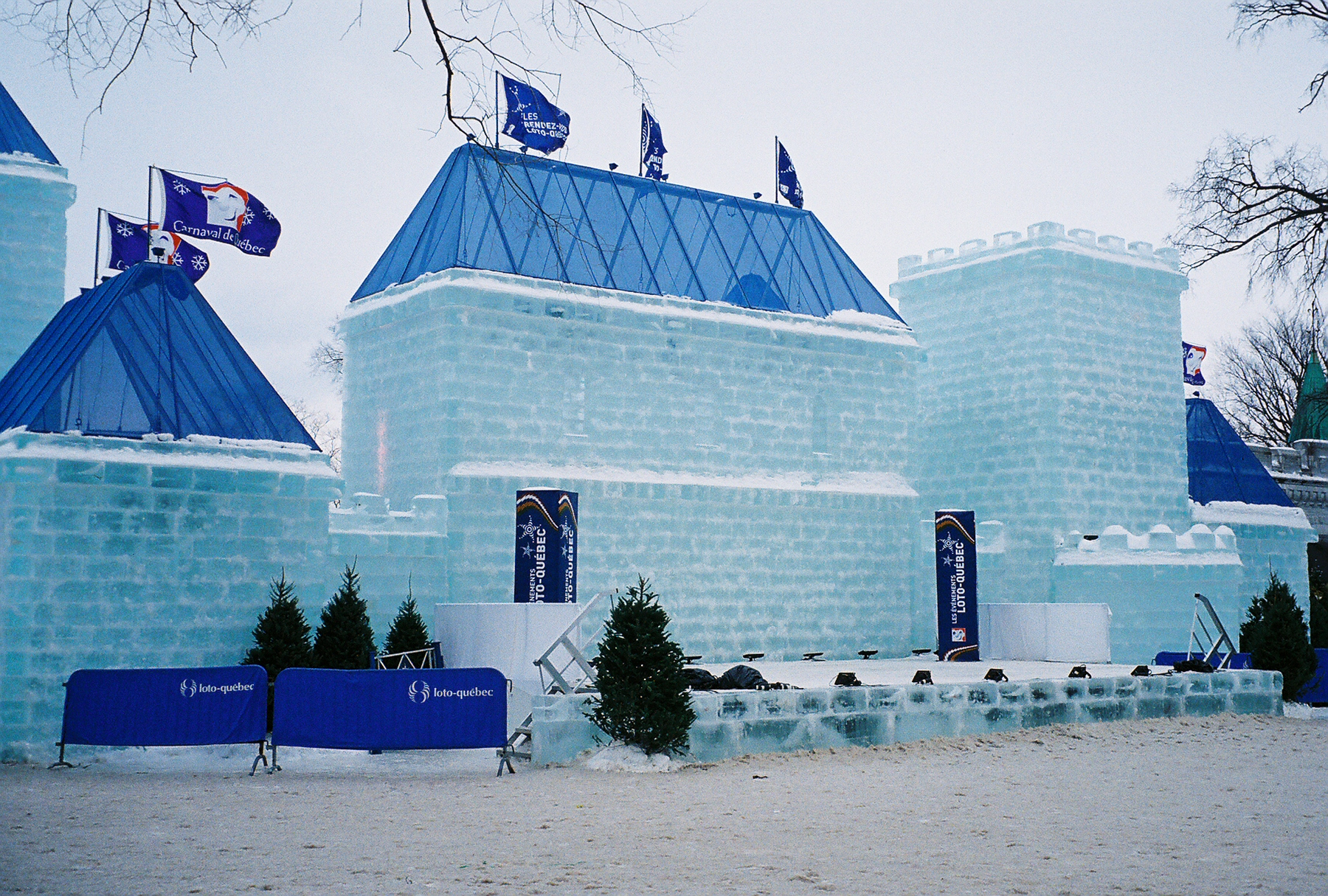
Jégkastély a Québec-i Téli Karneválon

A város legismertebb kulturális eseményei a Québec-i Téli Karnevál, a nyári zenefesztivál (Festival d'été de Québec) és a Keresztelő Szent János (Saint-Jean-Baptiste) napján (június 24.) tartott Québec-i nemzeti ünnep.
A város közelében található fontosabb látványosságok közé tartozik a Montmorency vízesés, Sainte-Anne-de-Beaupré bazilikája, a Mont-Sainte-Anne síparadicsom és a Sainte-Catherine-de-la-Jacques-Cartier-i Jéghotel is.
A település állatkertjét (Jardin zoologique du Québec) 2002-ben, kétéves felújítás után újra megnyitották, azonban 2006-ban, egy politikai döntés miatt bezárták. Az állatkertben 300 különböző faj 750 példányát tekinthették meg a látogatók. Az állatkert főként a madár- és kerti-témára szakosodott, de több emlősfajt is bemutatott. Nagy hangsúlyt kapott a Québec-i régió faunája, de az Indo-ausztrál faunát és flórát bemutató üvegház is népszerű volt.
Az Akvárium Park (Parc Aquarium du Québec) 2002-ben nyílt meg újra a látogatók előtt, egy a Szent Lőrinc-folyóra néző területen. A park több mint 10 000 észak-amerikai és sarkköri emlőst, hüllőt, halat és egyéb vízi élőlényt mutat be. A jegesmedvék, a sarkköri régió és az óceánok fókái, illetve egy alulról megtekinthető kiterjedt medence számítanak a park fő látványosságainak.
Québec városa számos történelmi helyszínnel (Citadelle), képzőművészeti galériával és múzeummal rendelkezik. Ezek közül a legfontosabbak a Québec-i Szépművészeti Múzeum (Musée national des beaux-arts du Québec), az Orsolyiták Múzeuma (Musée des Ursulines de Québec) vagy a Civilizáció Múzeum (Musée de la Civilisation).

## Sport
A város számos sporteseménynek adott otthont. Québecben tartották a Kanadai Téli Speciális Olimpiát 2008. február 26-tól március 1-jéig. Halifax-szal közösen rendezték meg a 2008-as IIHF jégkorong-világbajnokságot. A városban rendszeresen megrendezett eseménynek számít a Bell Challenge női tenisztorna; a Crashed Ice, egy extrém downhill korcsolyaverseny; a Québec City International Pee-Wee Tournament, egy ifjúsági jégkorong torna; és a Tour de Québec országútikerékpár-verseny.
2011 decemberében a városban rendezték a nemzetközi műkorcsolya- és jégtáncverseny döntőjét az ExpoCité Pavillon de la Jeunesse arénájában.
A város hivatásos baseball-csapata a Capitales de Québec, mely a Canadian American Association of Professional Baseball bajnokságában játszik. Az 1999-ben alapított csapat eredetileg Northern League-ban szerepelt. Alapítása óta három bajnoki címet nyert 2006-ban, 2009-ben és 2010-ben. A csapat mérkőzéseit a helyi Stade Municipal-ban rendezik.
A helyi Laval Egyetem csapata, a Laval Rouge-et-Or számos sportág bajnokságában képviseli magát, így tollaslabdában (badminton), kanadai futballban, kosárlabdában, tájfutásban, úszásban, alpesisíban, golfban, rögbiben, labdarúgásban, műugrásban, atlétikában, triatlonban és röplabdában is. A legtöbb sportágban női és férfi szakosztályok is működnek.
A Québec Kebs a kanadai kosárlabda-bajnokságban (National Basketball League of Canada) szerepel. A Québec Remparts ifjúsági jégkorongcsapat a Quebec Major Junior Hockey League-ban szerepel. A Québec City Monarks és a Québec City Rebelles a Ligue de football majeur du Québec kanadai futball-bajnokság résztvevői. A Québec Phoenix női jégkorongcsapat a kanadai elsőosztályú bajnokságban (Canadian Women's Hockey League), a Québec City Amiral SC női labdarúgóklub pedig az Egyesült Államok és Kanada közös női bajnokságában, a második vonalnak számító a W-League-ban szerepel.
A városnak korábban hivatásos jégkorongcsapata is volt. A Québec Nordiques 1972 és 1979 között a World Hockey Association (WHA), majd 1979-től 1995-ig az NHL tagja volt, és mindvégig a Montréal Canadiens legnagyobb riválisának számított. 1995-ben, gazdasági okokra hivatkozva a csapat átette székhelyét a Colorado állambeli Denverbe, majd Colorado Avalanche néven az NHL egyik meghatározó résztvevőjévé vált.
A New Québec City Amphitheatre (más néven: Quebecor Arena) csarnok építését abban a reményben tervezik, hogy a városnak újra NHL-csapata lesz, azonban a projektet attól függetlenül is megvalósítják, hogy érkezik-e csapat vagy sem. Az aréna megépítése egy jövőbeli olimpiai pályázat esélyeit is növelné. A tervezett csarnok a jelenlegi Colisée Pepsi-t (korábban: Colisée de Québec, magyarul: Québec Kolosszeum), a város első számú arénáját is felváltja majd.

## Kormányzat

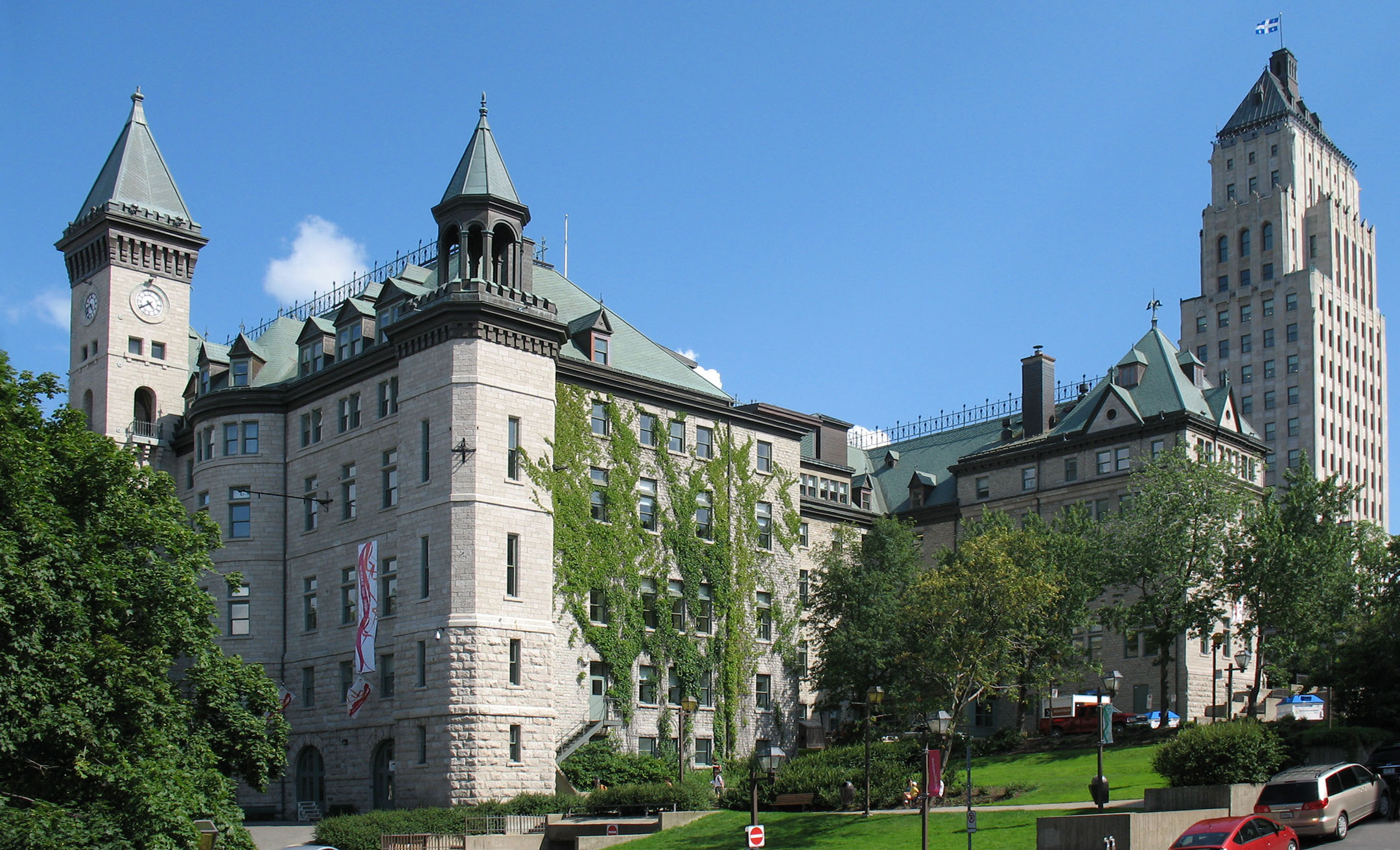
A városháza és a Price Building

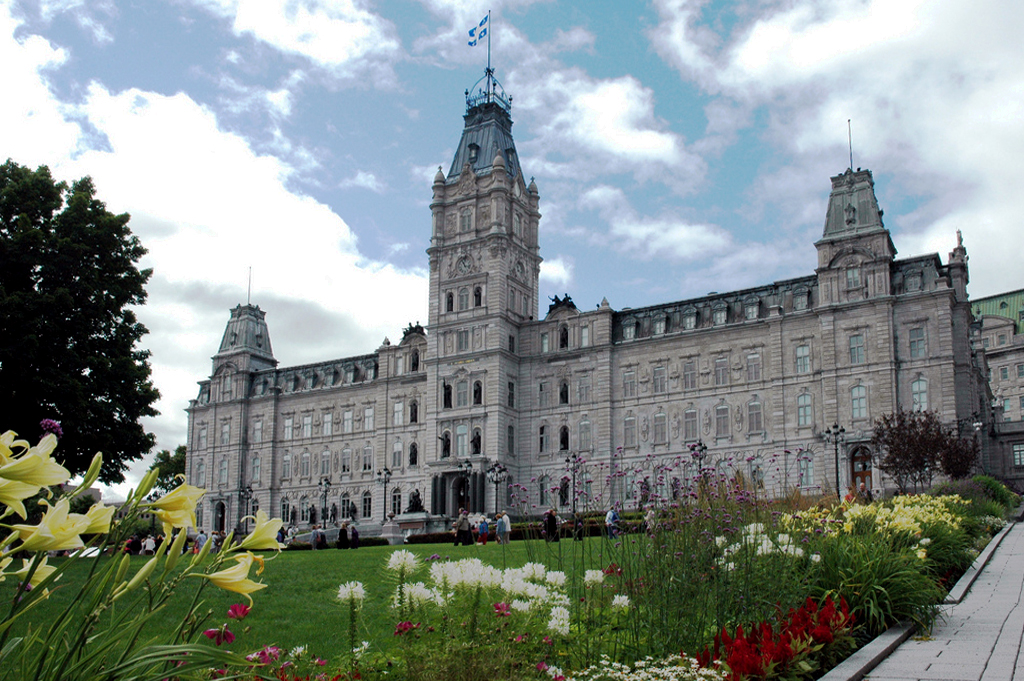
A Parlament

A város polgármestere 2007 óta Régis Labeaume, akit a korábbi városvezető, Andrée P. Boucher halála után választottak. A haláleset és az új választások között Jacques Joli-Coeur, a „Québec Város Megújulása” (Renouveau municipal de Québec) nevű párt képviselője töltötte be ezt a tisztséget.
Québec a székhelye az azonos nevű bírósági kerületnek is, mely a tartomány 36 bírósági kerületeinek egyike.

## Oktatás
Az Université Laval (Laval Egyetem) a város nyugati szélén található, Sainte-Foy kerületben. Az egyetem építészeti karának székhelye azonban az óvárosban van. Az Université du Québec (Québec-i Egyetem) központi kampusza ugyancsak Québec területén található, és különböző szakterületek épületeit is magába foglalja. Így közigazgatási oktatással (École nationale d'administration publique), tudományos kutatással (Institut national de la recherche scientifique) és távoktatással (Télé-université, TELUQ, az Université du Québec à Montréal részlege) foglalkozó intézmények is megtalálhatóak a központ területén.
A városban számos CEGEP, vagyis általános és szakképző kollégium (Collège d'enseignement général et professionnel) működik (Collège François-Xavier-Garneau, Cégep O'Sullivan, Cégep Limoilou, Cégep de Sainte-Foy, Champlain College St. Lawrence). Ezeken kívül több magánfőiskola is várja a diákokat (Collège Notre-Dame-de-Foy, Collège Mérici, Collège Bart, Collège CDI, Collège Multihexa). A városban működik Észak-Amerika legrégebbi leányiskolája: az orsolyiták kolostorában 1639 óta folyik a fiatal lányok oktatása.

## Infrastruktúra

### Közlekedés
Utak

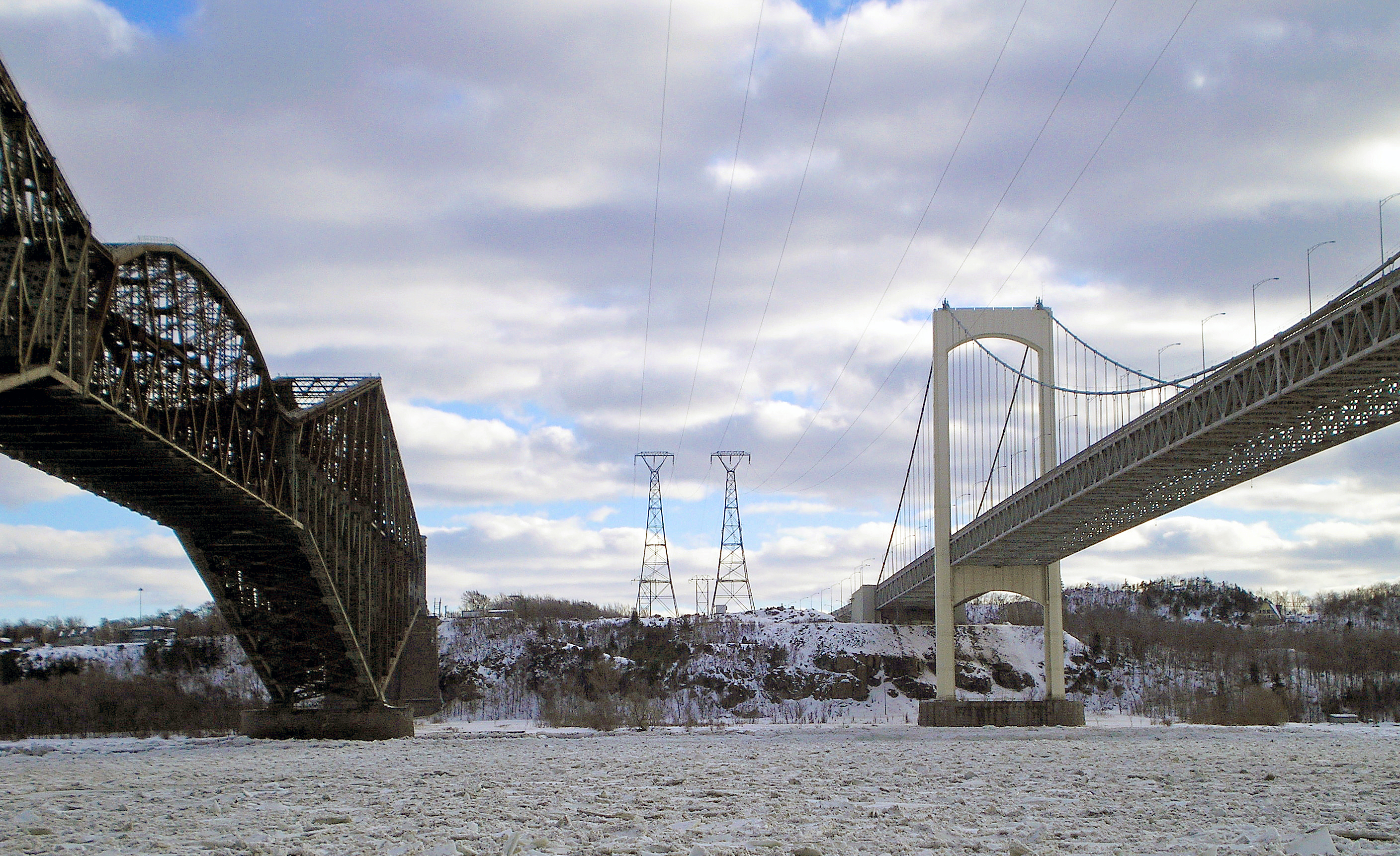
A Pont de Québec (balra) és a Pont Pierre-Laporte (jobbra)

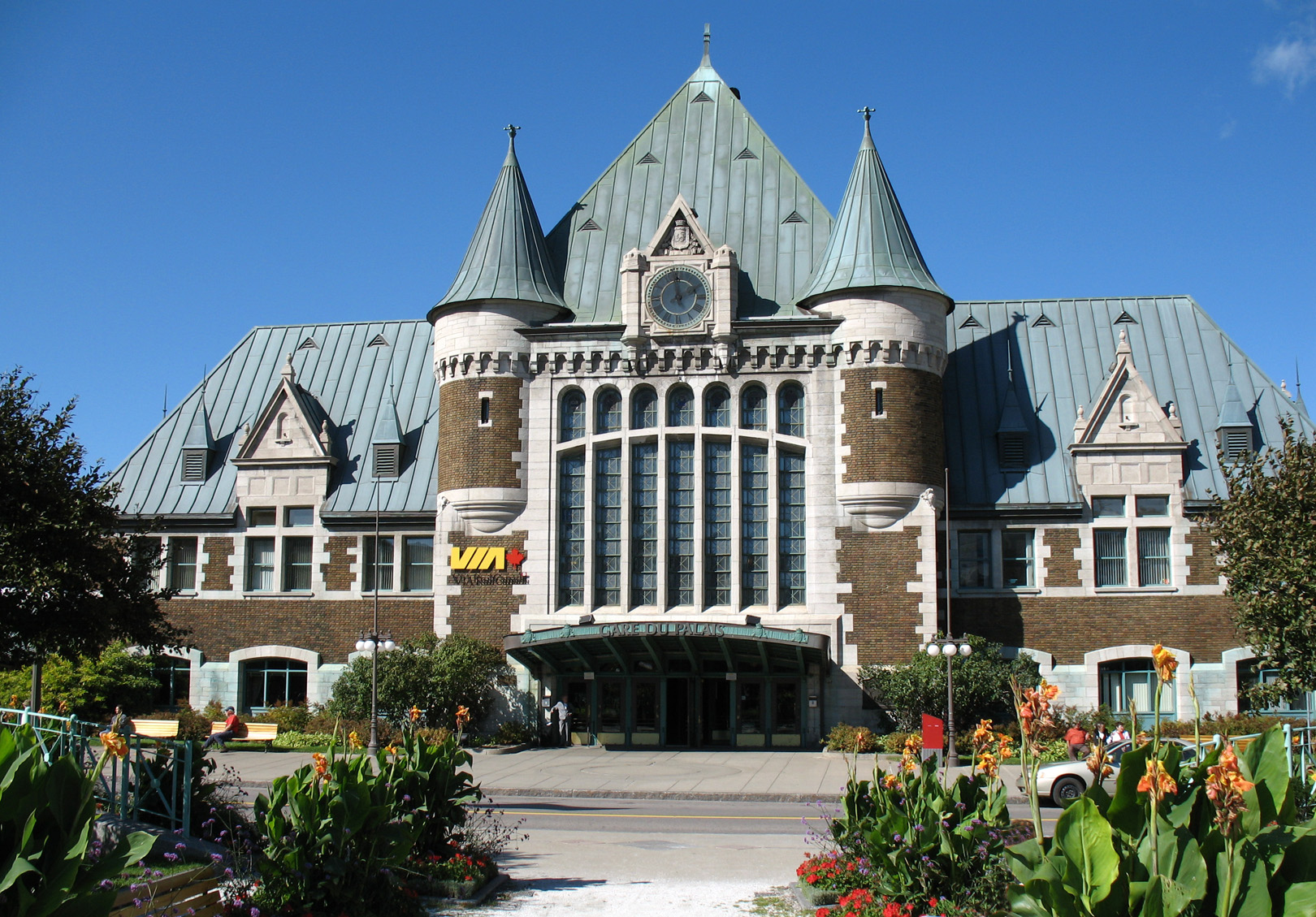
Québec City pályaudvara a Gare du Palais

Québec és Lévis között, a Szent Lőrinc-folyó déli partjain két híd, a Pont de Québec és a Pont Pierre-Laporte, illetve egy kompjárat biztosítja az összeköttetést. Az Île d'Orléans-hídon keresztül Orléans szigetére (Île d'Orléans) lehet eljutni.
A város fontos csomópontja a tartomány közút-hálózatának. A 40-es főút nyugatra Montréallal és Ottawával, keletre pedig Sainte-Anne-de-Beaupré-val és a Charlevoix régióval köti össze a települést.
A Szent Lőrinc-folyó déli partvonalán haladó 20-as főút nyugati irányba Montréallal és Torontóval, míg keleti irányba Rivière-du-Loup-al, Rimouskival és a Tengeri tartományokkal köti össze a várost.
A 73-as főút egy észak-déli irányban szeli át a metropolis-övezetet, összekötvén Québec-kel Saint-Georges-t, a Beauce vidéket és Mainet déli irányba, illetve Saguenayt és a Lac-Saint-Jean régiót északi irányba.
A 40-es és 73-as főutak és néhány autópályára vezető út kötik össze a külvárosokat Québec belvárosával.
Az 573-as főút (Autoroute Henri-IV) biztosítja a város és a kanadai haderő Valcartier-i bázisa közötti összeköttetést.
A 740-es főút észak-déli irányú autópálya-gyűrűként szolgál, a 440-es Québec-i főút pedig a városmag nyugati és keleti részén haladó két különálló útvonalat köt össze. Utóbbit eredetileg a város alatt áthaladó alagútnak tervezték. Az út nyugati szakasza (Autoroute Charest) a 40-es és 73-as főutakat a Boulevard Charest-el, a keleti szakasza (Autoroute Dufferin-Montmorency) pedig a városközpontot és Beauportot, illetve Montmorency Falls-t köti össze.
Közszállítás és vasúti közlekedés
A város és a közeli települések közszállítását a Réseau de transport de la Capitale (RTC; Fővárosi Közlekedési Hálózat) látja el. Az RTC gépparkja szóló és csuklós buszokból áll. Emellett tervbe vették a villamoshálózat újraépítését is, mellyel a zsúfolt vonalak tehermentesítését és az utasok számának növekedését remélik.
A vasúti közlekedést a Via Rail vasúttársaság bonyolítja. A Gare du Palais pályaudvar a Quebec City-Windsor vasúti folyosó keleti végállomásának számít. A pályaudvar közelében egy távolsági buszjáratokat indító busz-pályaudvar is található. 
Légi- és tengeri közlekedés
A város repülőtere a Québec City Jean Lesage nemzetközi repülőtér, mely a város nyugati felén fekszik.
A Szent Lőrinc-folyó partján fontos tengeri és folyami kikötővel rendelkezik.

### Közbiztonság
A város közbiztonságáért a városi rendőrség (Service de police de la Ville de Québec) és a városi tűzoltóság (Service de protection contre les incendies de Québec) felel. Québec rendelkezik Kanada egyik legalacsonyabb bűncselekményi arányával. 2006. október 31-től 2007 decemberéig a városban egyetlen gyilkosság sem történt.

## Testvérvárosok
- Bejrút, Libanon[26]
- Bordeaux, Aquitania, Franciaország (1962 óta)[27]
- Calgary, Alberta, Kanada (1956)[27]
- Namur, Vallónia, Belgium (1999)[27]
- Ouagadougou, Burkina Faso (2000)[27]
- Párizs, Franciaország (2003)[27]
- Szentpétervár, Oroszország (2002)[27]
- Hszian, Senhszi, Kína (2001)[27]

## Fordítás
- Ez a szócikk részben vagy egészben  a   Québec City című angol Wikipédia-szócikk fordításán alapul.  Az eredeti cikk szerkesztőit annak laptörténete sorolja fel. Ez a jelzés csupán a megfogalmazás eredetét és a szerzői jogokat jelzi, nem szolgál a cikkben szereplő információk forrásmegjelöléseként.